# Camazotz

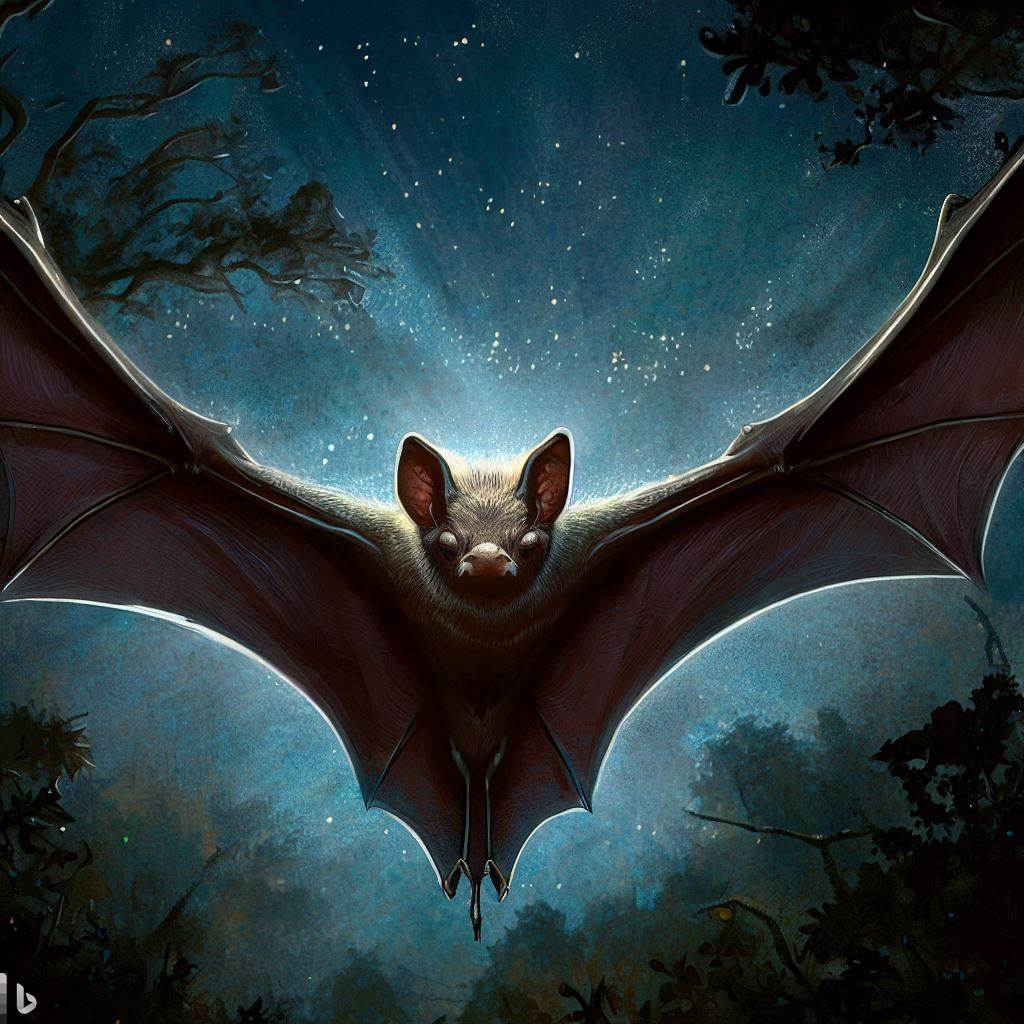
Tranh vẽ hiện đại về Thần Dơi của người da đỏ

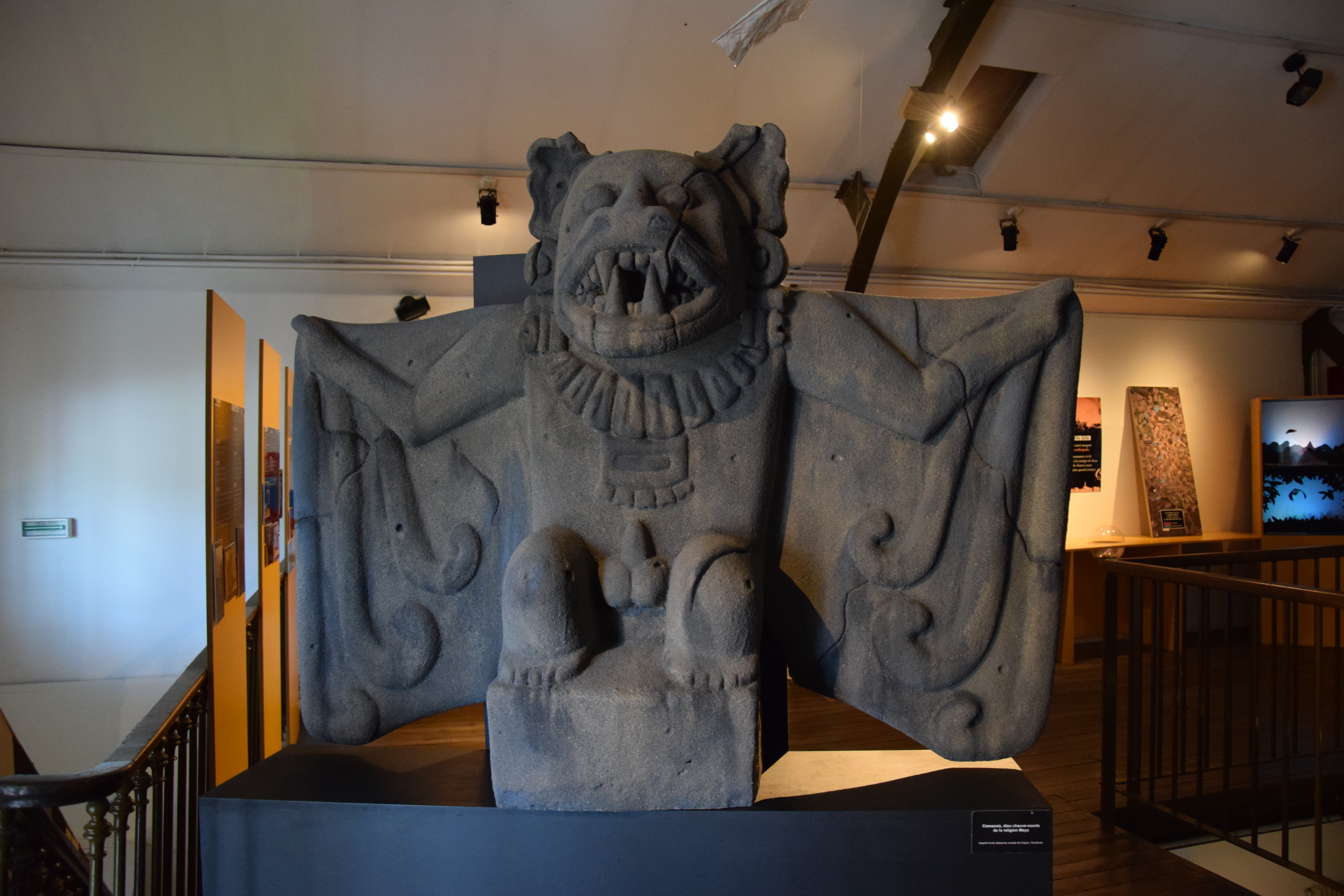
Tượng Thần dơi Camazotz tại bảo tàng

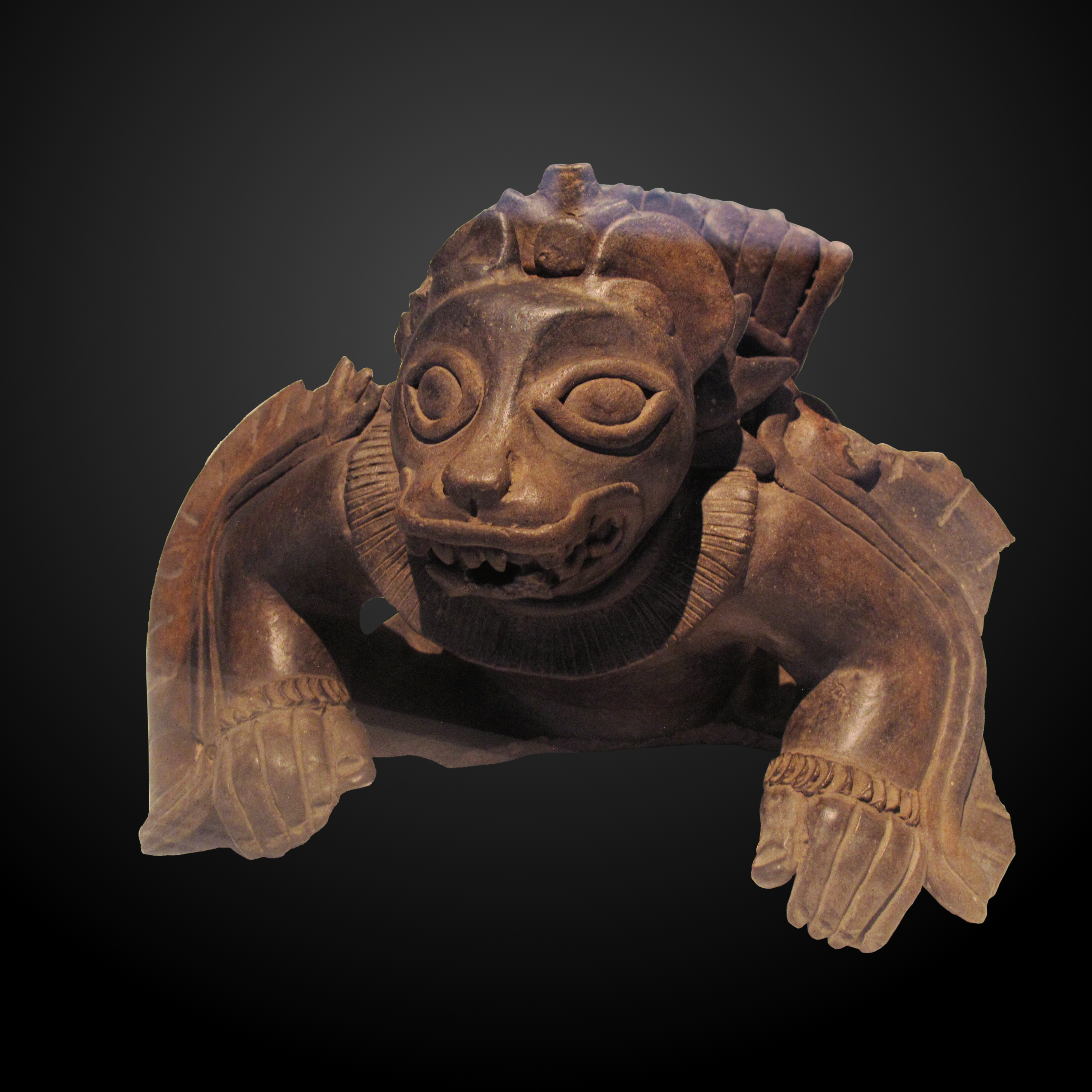
Hiện vật khảo cổ về thần dơi

Camazotz là một linh hồn dơi phục vụ các chúa tể của thế giới ngầm trong Thần thoại Maya của cuốn thánh kinh Popol Vuh. Camazotz có nghĩa là “dơi tử thần” trong tiếng K’iche của người Maya tại Guatemala, có nguồn gốc sâu xa trong thần thoại Trung bộ Châu Mỹ (Mesoamerica). Sinh vật này được miêu tả như một loại dơi sống trong hang động rất nguy hiểm. Camazotz còn là sinh vật quái dị sinh sống trong hang động được gọi là “ngôi nhà của loài dơi” trong Popl Vuh. Ở Mesoamerica nói chung, con dơi thường gắn liền với màn đêm, cái chết và sự hiến tế. Trong Popol Vuh thì Camazotz là những linh hồn giống dơi mà Bộ đôi anh hùng Maya là Hunahpu và Xbalanque gặp phải trong quá trình thử thách ở thế giới ngầm Xibalba. 
Có nhiều giả thuyết lý giải về nguồn gốc của Camazotz, một trong số đó có đề cập đến việc chúng được sáng tạo dựa trên loài dơi hút máu khổng lồ đã tuyệt chủng ở thời kỳ Pleistocene hoặc Holocene. Có một số suy đoán cho rằng thần chết của người Maya cổ đại có liên quan đến một loài đã tuyệt chủng tên là Desmodus draculae là một loài dơi ma cà rồng mũi lá có nguồn gốc ở cả Trung Mỹ và Nam Mỹ. Trong biểu tượng của người Maya cổ điển, dơi mũi lá sẽ thở ra hơi thở độc hại, thường được miêu tả là linh hồn nahual hoặc wayob của một người mang bệnh tật đến một kẻ thù. 
Thuở xa xưa, có những tín ngưỡng sùng bái sinh vật này xuất hiện trong cộng đồng người da đỏ Zapotec ở Oaxaca, Mexico. Camazotz sống trong hang động có tên Zotzilaha. Người ta miêu tả Camazotz có thân hình gần giống người, đầu dơi và có mũi gần giống dao đá lửa. Camazotz thường tấn công các nạn nhân bằng vào cổ và chặt đầu họ. Camazotz xuất hiện một lần nữa trong chương II của Popol Vuh, nơi chúng ta thấy rằng một sứ giả từ thế giới ngầm trong hình dạng một người đàn ông với đôi cánh của một con dơi, xuất hiện trên bề mặt để môi giới một thỏa thuận giữa Chúa Tohil và loài người. Hình tượng Camazot được đưa vào đền thờ của bộ tộc Maya là Quiche và trở thành các truyền thuyết dơi tử thần được ghi lại trong văn học Maya. 
Camazots cuối cùng đã tìm thấy vị trí của mình trong văn hóa người Quiche, một bộ tộc Maya sống trong những khu rừng nhiệt đới mà ngày nay là Guatemala và Honduras. Người K'iche nhanh chóng đồng nhất thần dơi với thần Zotzilaha Chamalcan của họ, tức là thần lửa. Người ta đã tìm thấy những ngôi đền hình móng ngựa Nahua dành để thờ thần dơi. Bàn thờ của họ được làm bằng vàng ròng và hướng về phương Đông. Người ta tin rằng thần dơi có quyền năng chữa khỏi mọi bệnh tật, nhưng cũng có quyền cắt đứt sợi dây thần thánh của sự sống gắn kết thể xác với linh hồn. Các thầy tế Nahua thường cầu khẩn thần dơi khi mong ước về sức khỏe. 